# Sense and Destroy ARMor

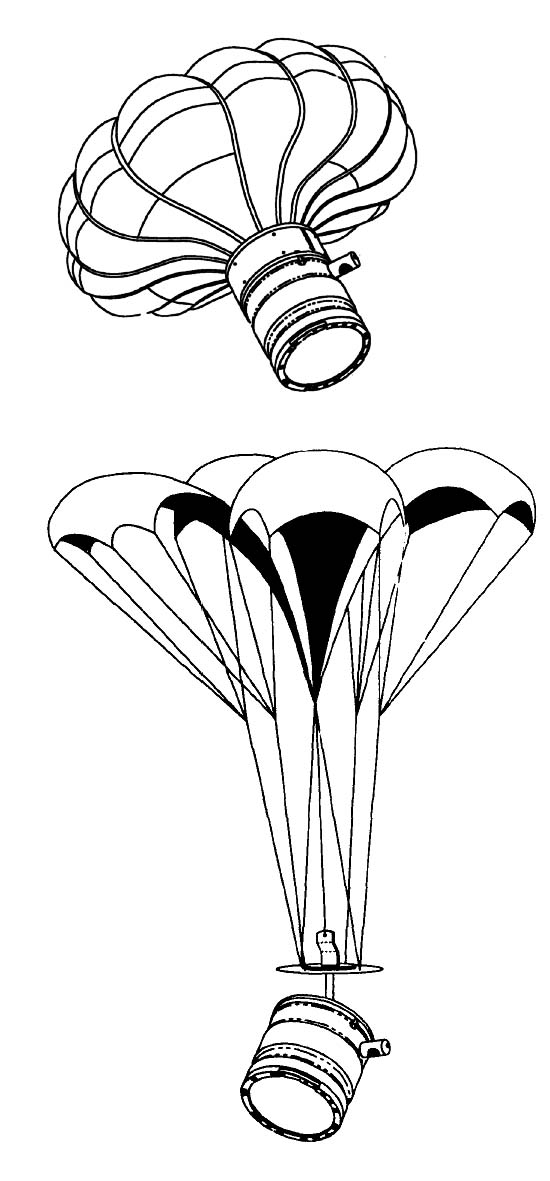
La submunición SADARM, arriba, con el paracaídas de aire ram desplegado, debajo con el paracaídas de anillo vortex desplegado.

Project Sense and Destroy ARMor, o SADARM, es una submunición inteligente de los Estados Unidos, capaz de buscar y destruir tanques dentro de un área determinada.

## Historia

### Inicios del proyecto
Las raíces del proyecto se remontan a principios de los años sesenta del siglo XX. La plataforma original para la submunición fue el proyectil M509 ICM de 203 mm, y el concepto se demostró a fines de la década de 1970. En 1983, el proyecto cambió su enfoque al calibre de 155 mm, y el conjunto objetivo se cambió a obuses autopropulsados y a otros vehículos con un blindaje ligero. Con la aprobación para el desarrollo de ingeniería en 1986, el alcance del proyecto se amplió para incluir a las submuniciones de mayor diámetro en los cohetes MRS70 de lanzamiento múltiple (MLRS). En 1989 se llevaron a cabo varias pruebas exitosas de tiro con fuego real, y la producción estaba programada para 1994; sin embargo, las muestras de preproducción probadas en 1993 arrojaron resultados deficientes, ya que solo nueve de las 42 submuniciones alcanzaron sus objetivos. Se aplicaron correcciones y más pruebas dieron como resultado 11 aciertos de 13 submuniciones.

### Producción limitada y cancelación del proyecto
La producción limitada comenzó en 1995, con nuevas pruebas realizadas con éxito en abril de 1996. La producción limitada continuó con un total de 836 proyectiles producidos, pero la mayor parte de ellos fueron gastados en varias pruebas operacionales. La amenaza soviética había sido eliminada por el colapso de la antigua Unión Soviética y un conflicto con Rusia era poco probable, debido a ello, el programa se dio por terminado, antes de que se iniciara la producción a gran escala de las submuniciones SADARM.

## Descripción
La munición SADARM M898 de 155 mm se dispara desde un obús de artillería del calibre 155 mm, el proyectil está equipado con una espoleta M762 / M767 montada en el morro, programada para estallar a 1.000 metros por encima del objetivo, y liberar dos submuniciones SADARM, una vez que la submunición SADARM es expulsada del proyectil, se abre un paracaídas principal, que utiliza el aire para desenroscar y ralentizar la submunición, posteriormente se despliega un segundo paracaídas de anillo de vórtice, para hacer girar lentamente la submunición, suspendiéndola a aproximadamente 30° grados de la vertical, a medida que la submunición gira y desciende, sus sensores barren una área en forma de espiral debajo de la submunición, y escanean un zona de aproximadamente 150 metros de diámetro, los sensores consisten en un radar de ondas milimétricas, un radiómetro pasivo de ondas milimétricas y un telescopio infrarrojo, un magnetómetro se usa como ayuda para armar y apuntar al blanco, cuando la submunición detecta un objetivo, su carga explosiva de 1.5 kg LX-14 es detonada, para lanzar un proyectil penetrador formado explosivamente, que tiene la suficiente energía para penetrar el blindaje superior delgado de la mayoría de los carros de combate principales (MBT), teniendo un alcance de hasta 152 metros, si la submunición alcanza el suelo antes de que esta encuentre un objetivo se autodestruye, sin embargo, su poder de penetración exacto no es públicamente conocido, ya que es un material clasificado, de naturaleza reservada, la submunición también ha sido pensada para ser utilizada en un lanzacohetes múltiple del tipo M270 MLRS, con cada uno de los cohetes transportando en su interior varias submuniciones anticarro SADARM.

## Historial de combate
El sistema fue utilizado por primera vez en combate durante la invasión de Irak de 2003, con un total de 121 proyectiles disparados por la 3.ª División de Infantería, con 48 vehículos enemigos destruidos por 108 proyectiles SADARM M898, cabe mencionar que los vehículos destruidos fueron reportados como carros de combate, a pesar de ello, no se ha podido afirmar con certeza que todos los vehículos destruidos por el sistema de armamento SADARM fueran tanques, el informe operacional solamente menciona la destrucción de algunos vehículos blindados de combate ligeros.

## Especificaciones
- Proyectil M898 
  - Peso: 44 kg 
  - Longitud: 805 mm 
  - Calibre: 155 mm 
  - Alcance (disparado desde M109A6): 22,500 m
- Submunición SADARM 
  - Peso: 11.77 kg 
  - Ojiva: 1.5 kg LX-14 
  - Longitud: 204.4 mm 
  - Diámetro: 147 mm 
  - Tasa de descenso: 17 m / s 
  - Velocidad de escaneo: 456 rpm